# Akropolis-Turnier 2023
Die 32. Auflage des Akropolis-Basketball-Turniers 2023 fand zwischen dem 08. und 10. August 2023 im Vorort Marousi von Athen statt. Ausgetragen wurden die insgesamt drei Spiele in der Olympiahalle.
Neben der gastgebenden Griechischen Nationalmannschaft nahmen auch die Nationalmannschaften aus Italien sowie Serbien teil.

## Begegnungen
| 08. August 2023 | Griechenland | 64 – 71 | Serbien      |
| 09. August 2023 | Serbien      | 88 – 89 | Italien      |
| 10. August 2023 | Italien      | 74 – 70 | Griechenland |

## Tabelle
| Rang | Land         | Punkte | Körbe   |
| ---- | ------------ | ------ | ------- |
| 1    | Italien      | 4      | 163–158 |
| 2    | Serbien      | 3      | 159–153 |
| 3    | Griechenland | 2      | 134–145 |